# Granada Lions 2017
Questa voce raccoglie le informazioni riguardanti i Granada Lions nelle competizioni ufficiali della stagione 2017.

## LNFA Serie C 2017

### Playoff
| Coslada 7 maggio 2017 | Camioneros de Coslada | 38 – 0 | Granada Lions |  |

## XVI Liga Andaluza de Futbol Americano

### Stagione regolare
| Maracena 17 dicembre 2016, ore 17:30 | Granada Lions | 19 – 22 referto | Aljarafe Blue Devils | Estadio Municipal |

| Maracena 21 gennaio 2017, ore 17:30 | Granada Lions | 28 – 20 referto | Almería Barbarians | Estadio Municipal |

| Fuengirola 5 febbraio 2017, ore 13:00 | Fuengirola Potros | 54 – 20 referto | Granada Lions | Estadio de Suel |

| Santiponce 19 febbraio 2017, ore 13:00 | Sevilla Linces | 0 – 62 referto | Granada Lions | Estadio Juan Muñoz Romero |

| Palomares del Río 11 marzo 2017, ore 12:00 | Aljarafe Blue Devils | 22 – 25 referto | Granada Lions | Polideportivo |

| Maracena 1º aprile 2017, ore 17:30 | Granada Lions | 51 – 12 referto | Córdoba Golden Bulls | Estadio Municipal |

### Playoff
| Maracena 29 aprile 2017, ore 17:30 | Granada Lions | 20 – 8 | Almería Barbarians | Estadio Municipal |

| Fuengirola 13 maggio 2017, ore 18:00 | Fuengirola Potros | 52 – 23 referto | Granada Lions | Estadio de Suel |

## Statistiche di squadra
| Competizione           | %Vittorie | In casa | In casa | In casa | In casa | In casa | In casa | In trasferta | In trasferta | In trasferta | In trasferta | In trasferta | In trasferta | Totale | Totale | Totale | Totale | Totale | Totale |
| Competizione           | %Vittorie | G       | V       | N       | P       | Pf      | Ps      | G            | V            | N            | P            | Pf           | Ps           | G      | V      | N      | P      | Pf     | Ps     |
| ---------------------- | --------- | ------- | ------- | ------- | ------- | ------- | ------- | ------------ | ------------ | ------------ | ------------ | ------------ | ------------ | ------ | ------ | ------ | ------ | ------ | ------ |
| LNFA-C Playoff         | .000      | 0       | 0       | 0       | 0       | 0       | 0       | 1            | 0            | 0            | 1            | 0            | 38           | 1      | 0      | 0      | 1      | 0      | 38     |
| LAFA Stagione regolare | .667      | 3       | 2       | 0       | 1       | 98      | 54      | 3            | 2            | 0            | 1            | 107          | 76           | 6      | 4      | 0      | 2      | 205    | 130    |
| LAFA Playoff           | .500      | 1       | 1       | 0       | 0       | 20      | 8       | 1            | 0            | 0            | 1            | 23           | 52           | 2      | 1      | 0      | 1      | 43     | 60     |
| Totale                 | .556      | 4       | 3       | 0       | 1       | 118     | 62      | 5            | 2            | 0            | 3            | 130          | 166          | 9      | 5      | 0      | 4      | 248    | 228    |